# The Doomed
The Doomed  è un singolo del gruppo musicale statunitense A Perfect Circle, pubblicato il 16 ottobre 2017 come primo estratto dal quarto album in studio Eat the Elephant.

## Descrizione
Il brano è stato originariamente composto da Billy Howerdel nel 2015 per la colonna sonora del film D-Love. Dopo essere stato scartato, Howerdel decise di sottoporne una demo al frontman Maynard James Keenan. Keenan, interessato a trasformare l'idea in un vero e proprio brano degli A Perfect Circle, scrisse il testo in circa un giorno e mezzo e il brano fu completato poco dopo.

Il testo affronta tematiche come la disuguaglianza sociale e di ricchezza attaccando, a detta della critica, la mentalità conservatrice secondo cui la società non è responsabile dello stile di vita dei ceti meno abbienti. È inoltre presente secondo un'altra chiave di lettura una critica al moderno cristianesimo dove, secondo The Arizona Republic, Keenan sembra intonare una propria reinterpretazione nichilista del Discorso della Montagna. Quest'ultimo ha accompagnato il lancio del singolo commentando:

## Promozione
Anticipato da un breve video muto sui social network del gruppo il 13 ottobre 2017, questo ha dato il via ad una serie di speculazioni tra i giornalisti e il pubblico. Il singolo è stato presentato tre giorni dopo ed ha debuttato dal vivo in occasione dell'Aftershock Festival di Sacramento dello stesso mese.
Il 9 marzo 2018, The Doomed è stato anche pubblicato in edizione limitata in formato picture disc avente come lato B il singolo successivo Disillusioned.

## Video musicale
Il video, diretto da Jeremy Danger e Travis Shinn e girato in bianco e nero, mostra i cinque membri del gruppo, pensosi e cupi, che guardano in direzione della camera mentre lo sfondo cambia alternativamente da bianco a nero.

## Tracce
Testi e musiche di Billy Howerdel e Maynard James Keenan.
Download digitale, streaming
1. The Doomed – 4:41

CD promozionale (Regno Unito)
1. The Doomed (Radio Edit) – 4:41
2. The Doomed – 4:41

10" – The Doomed/Disillusioned
- Lato A

1. The Doomed – 4:41

- Lato B

1. Disillusioned – 5:53

## Formazione
Hanno partecipato alle registrazioni, secondo le note di copertina di Eat the Elephant:
Gruppo
- Maynard James Keenan – voce
- Billy Howerdel – strumentazione

Altri musicisti
- The APC Drum Orchestra – batteria orchestrale
  - Jeff Friedl
  - Matt Chamberlain
  - Isaac Carpenter
  - Dave Sardy

Produzione
- Dave Sardy – produzione, missaggio
- Billy Howerdel – produzione, ingegneria del suono aggiuntiva
- Maynard James Keenan – produzione
- Stephen Marcussen – mastering
- Jim Monti – ingegneria del suono
- Cameron Barton – ingegneria del suono secondaria, ingegneria del suono aggiuntiva
- Mat Mitchell – ingegneria parti vocali
- Smiley Sean – ingegneria del suono aggiuntiva
- Justin McGrath – ingegneria del suono aggiuntiva
- Jeremy Tomlinson – assistenza tecnica
- Geoff Neal – assistenza tecnica
- Zack Zajdel – assistenza tecnica

## Classifiche
| Classifica (2017)                | Posizione massima |
| -------------------------------- | ----------------- |
| Stati Uniti (mainstream rock)    | 16                |
| Stati Uniti (rock & alternative) | 19                |